# Yi So-yeon
Yi So-yeon (이소연?, 李素妍?; Gwangju, 2 giugno 1978) è un'astronauta sudcoreana.
Ha conseguito la laurea ed il master all'Istituto Avanzato di Scienza e Tecnologia Coreano. Le è stato conferito il dottorato in biotecnologia il 29 febbraio 2008 ma non ha potuto essere presente poiché stava seguendo l'addestramento in Russia.
Il 25 dicembre 2006 è stata selezionata come una dei due finalisti per una futura missione spaziale assieme a Ko San. Il 5 settembre 2007 fu scelto quest'ultimo ma il 7 marzo 2008 Yi So-yeon fu promossa ad addestrarsi con l'equipaggio ed il 10 marzo sostituì  Ko San per motivi disciplinari.
L'8 aprile 2008 è partita alla volta della Stazione spaziale internazionale a bordo della missione Sojuz TMA-12. Sulla ISS ha eseguito 18 esperimenti per l'istituto di ricerca aerospaziale coreano ed è rientrata il 19 aprile con la Sojuz TMA-11.